# Siegfried Purner
Siegfried Purner (* 16. Februar 1915 in Innsbruck, Tirol; † 3. Februar 1944 in Kozaki, Vitebsk, Belarus) war ein österreichischer Feldhandballspieler.
Er war Mitglied des Teams, welches die Silbermedaille bei den Olympischen Sommerspielen 1936 gewann. Er spielte drei Matches.